# Damous
Damous (em árabe: الداموس) é uma comuna localizada na província de Tipasa, Argélia. Sua população estimada em 2008 era de 17 111 habitantes.